# Finale della Coppa UEFA 1984-1985
La finale della 14ª edizione della Coppa UEFA fu disputata in gara d'andata e ritorno tra Videoton e Real Madrid. L'8 maggio 1985 allo stadio Sóstói di Székesfehérvár la partita, arbitrata dal francese Michel Vautrot, finì 0-3.
La gara di ritorno si disputò dopo due settimane al Santiago Bernabéu di Madrid e fu arbitrata dal belga Alexis Ponnet. Il match terminò 0-1 e ad aggiudicarsi il trofeo fu la squadra spagnola.

## Le squadre
| Squadre     | Partecipazioni precedenti (il grassetto indica la vittoria) |
| ----------- | ----------------------------------------------------------- |
| Videoton    | Nessuna                                                     |
| Real Madrid | Nessuna                                                     |

## Il cammino verso la finale
Il Real Madrid di Luis Molowny (che aveva sostituito Amancio) esordì contro gli austriaci del Wacker Innsbruck vincendo con un risultato aggregato di 5-2. Nel secondo turno gli spagnoli affrontarono gli jugoslavi del Rijeka, battendoli con un risultato complessivo di 4-3. Agli ottavi di finale i belgi dell'Anderlecht, vice-campioni in carica, furono sconfitti con un sontuoso 6-1 in casa dopo aver perso per 3-0 in Belgio. Ai quarti i Blancos affrontarono gli inglesi del Tottenham, battendoli in trasferta 1-0 e pareggiando in casa a reti inviolate. In semifinale gli italiani dell'Inter vinsero all'andata 2-0 a San Siro, ma furono rimontati in Spagna per 3-0 tra le polemiche per una presunta biglia lanciata dagli spalti che avrebbe colpito Giuseppe Bergomi.
Il Videoton di Ferenc Kovács iniziò il cammino europeo contro i cecoslovacchi del Dukla Praga vincendo con un risultato complessivo di 1-0. Nel secondo turno gli ungheresi affrontarono i francesi del Paris Saint-Germain, battendoli col risultato totale di 5-2. Agli ottavi gli jugoslavi del Partizan persero all'andata con un sonoro 5-0 che rese ininfluente la vittoria a Belgrado per 2-0. Ai quarti di finale i Vidi affrontarono i temibili inglesi del Manchester Utd e passarono il turno solo grazie alla lotteria dei rigori dopo aver perso 1-0 all'Old Trafford e aver vinto in casa col medesimo risultato. In semifinale i sorprendenti jugoslavi dello Željezničar furono superati in virtù della vittoria in casa per 3-1 e della sconfitta esterna per 2-1.

## Le partite
A Székesfehérvár va in scena la finale d'andata tra il Videoton, che riporta in auge il calcio ungherese, e il Real Madrid, che raggiunge l'ultimo atto europeo tra alti e bassi. Le merengues mettono al sicuro la coppa già nella gara d'andata a Budapest, vincendo per 3-0 con le reti di Míchel, Santillana e Jorge Valdano.
Due settimane dopo a Madrid è già pronta la festa dei sostenitori blancos con i fuochi d'artificio, per l'imminente vittoria della prima Coppa UEFA. Il Real segna nel primo tempo con Butragueno, ma l'arbitro ravvisa un fallo ai suoi danni un attimo prima che la palla entri in rete, e annulla fischiando un rigore che lo stesso giocatore sbaglia. Il gol di Májer quasi al termine dei novanta minuti salva l'onore dei magiari e fa sì che il Videoton sia la prima squadra ungherese a vincere al Bernabéu, ma non rovina i piani del Real Madrid, che si aggiudica una coppa europea dopo 19 anni di digiuno.

## Tabellini

### Andata
| Arbitro: | Michel Vautrot |

|  |           |                                       |
|  | Marcatori | 31’ Míchel 76’ Santillana 88’ Valdano |

| Videoton | Real Madrid |

|               |    |                  |  |     |
|               |    |                  |  |     |
| P             | 1  | Péter Disztl     |  |     |
| D             | 2  | István Borsányi  |  |     |
| D             | 3  | László Disztl    |  |     |
| D             | 4  | József Csuhay    |  |     |
| D             | 5  | Gábor Horváth    |  |     |
| C             | 6  | István Palkovics |  |     |
| C             | 7  | Tibor Végh       |  |     |
| C             | 8  | Géza Wittmann    |  |     |
| C             | 9  | Imre Vadász      |  |     |
| A             | 10 | György Novath    |  | 62’ |
| A             | 11 | Győző Burcsa     |  |     |
| Sostituzioni: |    |                  |  |     |
| A             | 14 | László Gyenti    |  | 62’ |
|               |    |                  |  |     |
| Allenatore:   |    |                  |  |     |
| Ferenc Kovács |    |                  |  |     |

|               |    |                           |  |     |
|               |    |                           |  |     |
| P             | 1  | Miguel Ángel González     |  |     |
| D             | 2  | Chendo                    |  |     |
| D             | 5  | Manuel Sanchís Hontiyuelo |  |     |
| D             | 4  | Uli Stielike              |  |     |
| D             | 3  | José Antonio Camacho      |  |     |
| C             | 6  | Isidoro San José          |  |     |
| C             | 8  | Míchel                    |  |     |
| C             | 7  | Ricardo Gallego           |  |     |
| A             | 9  | Emilio Butragueño         |  | 79’ |
| A             | 10 | Santillana                |  | 85’ |
| A             | 11 | Jorge Valdano             |  |     |
| Sostituzioni: |    |                           |  |     |
| A             | 15 | Juanito                   |  | 79’ |
| C             | 12 | José Antonio Salguero     |  | 85’ |
| Allenatore:   |    |                           |  |     |
| Luis Molowny  |    |                           |  |     |

### Ritorno
| Arbitro: | Alexis Ponnet |

|  |           |           |
|  | Marcatori | 86’ Májer |

| Real Madrid | Videoton |

|               |    |                           |  |     |
|               |    |                           |  |     |
| P             | 1  | Miguel Ángel González     |  |     |
| D             | 2  | Chendo                    |  |     |
| D             | 5  | Manuel Sanchís Hontiyuelo |  |     |
| D             | 4  | Uli Stielike              |  |     |
| D             | 3  | José Antonio Camacho      |  |     |
| C             | 6  | Isidoro San José          |  |     |
| C             | 8  | Míchel                    |  |     |
| C             | 7  | Ricardo Gallego           |  |     |
| A             | 9  | Emilio Butragueño         |  |     |
| A             | 10 | Santillana                |  |     |
| A             | 11 | Jorge Valdano             |  | 58’ |
| Sostituzioni: |    |                           |  |     |
| A             | 15 | Juanito                   |  | 58’ |
|               |    |                           |  |     |
| Allenatore:   |    |                           |  |     |
| Luis Molowny  |    |                           |  |     |

|               |    |                  |  |     |
|               |    |                  |  |     |
| P             | 1  | Péter Disztl     |  |     |
| D             | 2  | József Csuhay    |  |     |
| D             | 3  | László Disztl    |  |     |
| D             | 4  | Tibor Végh       |  |     |
| D             | 5  | Gábor Horváth    |  |     |
| C             | 6  | Győző Burcsa     |  |     |
| C             | 7  | Ferenc Csongrádi |  | 58’ |
| C             | 8  | Imre Vadász      |  |     |
| A             | 9  | József Szabó     |  |     |
| A             | 10 | Lajos Májer      |  |     |
| A             | 11 | György Novath    |  | 51’ |
| Sostituzioni: |    |                  |  |     |
| C             | 14 | István Palkovics |  | 58’ |
| C             | 15 | Géza Wittmann    |  | 51’ |
| Allenatore:   |    |                  |  |     |
| Ferenc Kovács |    |                  |  |     |